# 布施英利
布施 英利（ふせ ひでと、1960年4月2日 - ）は、日本の芸術学者、美術批評家、解剖学者。東京芸術大学美術学部芸術学科教授。
芸術と科学の交差する「美術解剖学」を基盤として、美術や文学の批評、解剖学の著作などの執筆活動を展開している。著書に『体の記憶』（2006年）、『美の方程式』（2010年）、『遠近法がわかれば絵画がわかる』（2016年）など。

## 人物・来歴
群馬県多野郡鬼石町（現在の藤岡市鬼石）生まれ、藤岡市育ち。1979年群馬県立高崎高等学校卒業、1984年東京芸術大学美術学部芸術学科卒業、1989年同大学院美術研究科博士後期課程修了（美術解剖学専攻）。大学院在学中の1988年9月、28歳で最初の著作『脳の中の美術館』を出版。博士論文「人体解剖図譜の研究」で、学術博士。大学院修了後の1990年より東京大学医学部解剖学教室助手として、養老孟司の下で研究生活に従事。東大助手時代の著書『死体を探せ！』（法蔵館、1993年7月）は、死体ブームの火付け役となる。1995年、批評家として独立する。2021年10月より東京芸術大学美術学部教授。

## 親族
長男は美術家の布施琳太郎、次男は音楽家の布施砂丘彦（さくひこ）。

## 著作

### 単行本
- 「脳の中の美術館」筑摩書房（1988）のち「新編」ちくま学芸文庫
- 「ハイパーアートの解剖学」冬樹社 (1991)
- 「電脳美学」筑摩書房 (1992)
- 「脳裏一体」白水社 (1993)
- 「死体を探せ!」バーチャル・リアリティ時代の死体」法藏館（1993）のち角川文庫
- 「図説・死体論」法藏館（1993）
- 「布施英利の「死体CD-ROM」 死体読本」翔泳社 (1994)
- 「電脳的」毎日新聞社 (1994)
- 「電脳版文章読本」講談社 (1995)
- 「禁じられた死体の世界 東京大学・解剖学教室でぼくが出会ったもの」青春出版社 (1995) のち文庫
- 「ポスト・ヒューマン」法藏館（1995）
- 「美術館には脳がある」岩波書店 (1996)
- 「生命の記憶 海と胎児の世界」PHP研究所 (1997)
- 「死体の見方」東京書籍 (1998)
- 「森のBライフ」マガジンハウス（1998）
- 「インターネットで「作家」になる方法 ひとりで「作家・編集者・出版社・書店」ができる」NECクリエイティブ (1998)
- 「電脳博士の田舎暮らし」NECクリエイティブ (1999)
- 「理科系の脳みそ 生命・自然・脳をめぐるキーワード集」東京書籍 (1999)
- 「純文学殺人事件」集英社 (1999)
- 「ラビット」講談社（2000）
- 「絵筆のいらない絵画教室」紀伊国屋書店（2000）
- 「体の記憶」NECクリエイティブ（2001）のち光文社知恵の森文庫
- 「ダ・ヴィンチ博士 海にもぐる」生活人新書・NHK出版（2001）
- 「自然の中の絵画教室」紀伊国屋書店（2002）
- 「鉄腕アトム55の謎」生活人新書 (2003)
- 「鉄腕アトムは電気羊の夢を見るか」晶文社（2003）
- 「マンガを解剖する」ちくま新書 (2004)
- 「君はレオナルド・ダ・ヴィンチを知っているか」ちくまプリマー新書（2005）
- 「はじまりはダ・ヴィンチから－50人の美術家を解剖する」エクスナレッジ（2005）
- 「君はピカソを知っているか」ちくまプリマー新書（2006）
- 「体の中の美術館－－EYE, BRAIN, and BODY」筑摩書房（2008）
- 「京都美術鑑賞入門」ちくまプリマー新書（2009）
- 「「モナリザ」の微笑み 顔を美術解剖する」PHP新書（2009）
- 「美の方程式」講談社（2010）
- 「構図がわかれば絵画がわかる」光文社新書（2012）
- 「色彩がわかれば絵画がわかる」光文社新書（2013）
- 「子どもに伝える美術解剖学 目と脳をみがく絵画教室」ちくま文庫（2014）
- 「『進撃の巨人』と解剖学 その筋肉はいかに描かれたか 」講談社ブルーバックス（2014）
- 「パリの美術館で美を学ぶ ルーブルから南仏まで」光文社新書（2015）
- 『「美術的に正しい」仏像の見方 : 30歳からの仏像鑑賞入門」ワニプラス新書（2015）
- 「遠近法がわかれば絵画がわかる」光文社新書（2016）
- 「人体 5億年の記憶 ー解剖学者・三木成夫の世界」海鳴社（2017）
- 「わかりたい！ 現代アート」光文社文庫（2017）
- 「藤田嗣治がわかれば絵画がわかる」NHK出版新書（2018）
- 「ヌードがわかれば美術がわかる」インターナショナル新書（2018）
- 「洞窟壁画を旅して」論創社（2018）
- 「ダ・ヴィンチ501年目の旅」インターナショナル新書（2020）
- 「養老孟司入門」ちくま新書 (2021)

### 共著
- 「解剖の時間 瞬間と永遠の描画史」 養老孟司 哲学書房 1988.3

### 翻訳
- 「イラストで学ぶ美術解剖学」 ギュルジイ・フェール グラフィック社 2009.9

### 掲載
- 国語2『君は「最後の晩餐」を知っているか』光村図書（2020年）